# Sergio Beltrán López

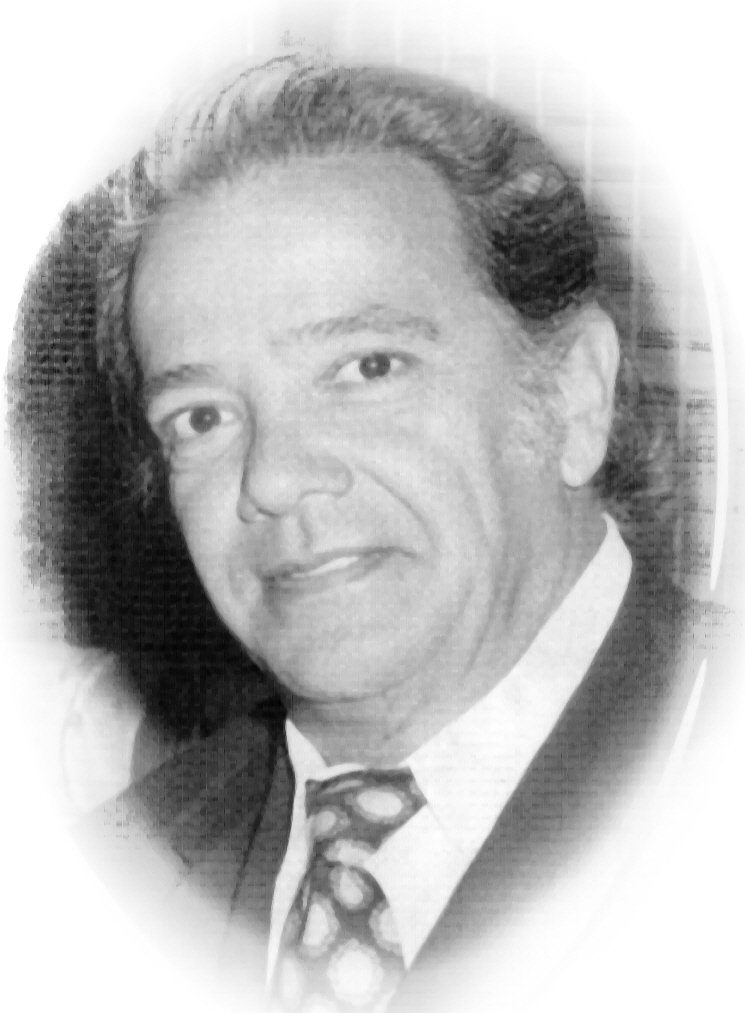
Sergio Beltrán López, ingeniero mexicano, pionero de la computación en México.

Sergio F- Beltrán López es un ingeniero mexicano, considerado como uno de los principales fundadores de la informática en México.

## Historia
Nació en Monterrey, Nuevo León, México, y realizó sus estudios en Ingeniería Civil en la Universidad Autónoma de Nuevo León (1943-1946). Realizó estudios adicionales en la Universidad de Harvard, la Universidad de Denver y en el Carnegie Institute of Technology, entre otros.
Conjuntamente con Alberto Barajas, Carlos Graeff y Nabor Carrillo iniciaron los primeros intentos para incorporar la computación en la UNAM desde mediados de los años 50.
El 8 de junio de 1958, habiendo sido nombrado Rector de la UNAM, el Dr. Nabor Carrillo Flores crea el Centro de Cálculo Electrónico de esa Universidad (posteriormente convertido en el IIMAS) y nombra director del mismo al Ing. Sergio Beltrán, quien obtiene e instala una máquina IBM 650 (la primera computadora en México) y posteriormente un equipo Bendix G15.
Entre otras actividades desarrolladas por el Ing. Beltrán, es importante destacar que de 1971 a 1972 fue Jefe de la Unidad de Informática de Comisión Federal de Electricidad, donde tuvo un papel importante en la modernización de esta empresa; pasó entonces, hasta 1976, a dirigir las actividades informáticas del Instituto Mexicano del Seguro Social.
Desde 1993 a 1998 el Ing. Beltrán fue jefe del Departamento de Ingeniería Informática en la División de Estudios de Posgrado de la Facultad de Ingeniería.
Falleció en Cuernavaca, Mor. en 2004.